# Paúl Ambrosi
Vicente Paúl Ambrosi Zambrano (Guaranda, Provincia de Bolívar, Ecuador; 14 de octubre de 1980) es un exfutbolista ecuatoriano. Jugaba de lateral izquierdo .

## Trayectoria
Paúl Ambrosi nació como futbolista en las divisiones menores del club albo LDU. Al equipo capitalino llegó en 1997. Sus inicios los realizó como delantero, hoy en día juega como lateral por la banda izquierda y es utilizado también como volante lateral, debido a que se lanza al ataque y tiene mucha presencia en el área contraria. El debut de Ambrosi se produjo en el campeonato ecuatoriano de 2000.  Ambrosi destacó siempre por su capacidad goleadora, veracidad en sus pases y su recorrido en la cancha. Es un lateral de proyección pero con excelente oficio de marca.
Ambrosi, ha jugado la mayor parte de su carrera deportiva como futbolista en la LDU, cuadro con el que ha ganado cuatro títulos nacionales y tres internacionales . Su mayor logro como profesional del fútbol, ha sido conseguir junto con la LDU el primer título internacional para un club ecuatoriano:  la Copa Libertadores 2008.  Debido a una lesión de rodilla, jugó parte del partido de la final de la Copa Mundial de Clubes de la FIFA 2008 contra el Manchester United.
En agosto de 2009, emigró hacia Argentina para unirse a Rosario Central, club donde fue recomendado por su exentrenador Edgardo Bauza, con quien se consagró campeón de la Copa Libertadores 2008 y tocó la cima de América. Tras realizarse los exámenes médicos con éxito, firmó el contrato que lo vincularía al equipo "canalla" por dos temporadas.
En Rosario Central efectuó esta compra por 600 mil dólares y dos años de contrato. Su debut fue contra Colón de Santa Fe, partido que terminó 1-0 a favor de Colón. Luego, perdió la titularidad por unas fechas pero contra Independiente le volvieron a dar un lugar. Contra Estudiantes metió su primer gol aunque dicho gol también se puede considerar un autogol de Verón.
En agosto de 2010 debido al descenso de Rosario Central, Ambrosi regresó a LDU equipo con el que ganó su segunda Recopa Sudamericana y en diciembre de 2010 se proclamó nuevamente campeón nacional.
En 2013 el Club Cerro Porteño lo ficha a pedido del técnico Jorge Fossati quien ya lo había dirigido en  Liga de Quito en el año 2003 y 2009.

## Selección nacional
Ha sido internacional con la Selección de fútbol de Ecuador en 35 ocasiones. Su debut fue el 20 de agosto de 2003 ante Guatemala en un partido amistoso.

### Participaciones internacionales
- Mundial de Alemania 2006
- Copa América 2004.
- Eliminatorias al Mundial Alemania 2006 y Sudáfrica 2010.

#### Participaciones enCopas del Mundo
| Mundial                  | Sede     | Resultado        | PJ | GA | Asis |
| ------------------------ | -------- | ---------------- | -- | -- | ---- |
| Mundial de Alemania 2006 | Alemania | Octavos de final | 1  | 0  | 0    |

#### Participaciones enCopas América
| Torneo            | Sede | Resultado      | PJ | GA | Asis |
| ----------------- | ---- | -------------- | -- | -- | ---- |
| Copa América 2004 | Perú | Fase de grupos | 1  | 0  | 0    |

#### Participaciones enEliminatorias al Mundial
| Eliminatoria                            | Sede del Mundial       | Posición               | Resultado   | PJ | GA | Asis |
| --------------------------------------- | ---------------------- | ---------------------- | ----------- | -- | -- | ---- |
| Eliminatorias Mundial de Alemania 2006  | Alemania               | 3°lugar 28pts          | Clasificado | 13 | 0  | 1    |
| Eliminatorias Mundial de Sudáfrica 2010 | Sudáfrica              | 6°lugar 23pts          | Eliminado   | 5  | 0  | 0    |
| Total en Eliminatorias                  | Total en Eliminatorias | Total en Eliminatorias | 1/2         | 18 | 0  | 1    |

## Clubes
| Club            | País      | Año       |
| --------------- | --------- | --------- |
| Liga de Quito   | Ecuador   | 1997-2009 |
| Rosario Central | Argentina | 2009-2010 |
| Liga de Quito   | Ecuador   | 2010-2012 |
| Cerro Porteño   | Paraguay  | 2013      |
| Liga de Quito   | Ecuador   | 2013      |
| Olmedo          | Ecuador   | 2014      |

## Palmarés

### Campeonatos nacionales
| Título                 | Club          | País    | Año  |
| ---------------------- | ------------- | ------- | ---- |
| Serie B de Ecuador     | Liga de Quito | Ecuador | 2001 |
| Campeonato Ecuatoriano | Liga de Quito | Ecuador | 2003 |
| Campeonato Ecuatoriano | Liga de Quito | Ecuador | 2005 |
| Campeonato Ecuatoriano | Liga de Quito | Ecuador | 2007 |
| Campeonato Ecuatoriano | Liga de Quito | Ecuador | 2010 |

### Campeonatos internacionales
| Título              | Club          | País    | Año  |
| ------------------- | ------------- | ------- | ---- |
| Copa Libertadores   | Liga de Quito | Ecuador | 2008 |
| Recopa Sudamericana | Liga de Quito | Ecuador | 2009 |
| Copa Sudamericana   | Liga de Quito | Ecuador | 2009 |
| Recopa Sudamericana | Liga de Quito | Ecuador | 2010 |